# علیرضا مسعودی
علیرضا مسعودی (زادهٔ ۳۰ شهریور ۱۳۵۱) معروف به علی مشهدی، کارگردان، نویسنده، بازیگر و استندآپ کمدین اهل ایران است.

## فعالیت هنری
وی فعالیت رسمی خود در عرصهٔ نویسندگی را با نوشتن متن‌های طنز چند آیتم از برنامه ساعت خوش در سال ۱۳۷۴ آغاز کرد و به گفته خودش، نویسنده‌ای غریزی است. او طرح اولیهٔ فیلمنامهٔ سریال قرارگاه مسکونی را از خاطرات واقعی خود در دوران سربازی‌اش الهام گرفته و نوشته است.

## آثار

### سینمایی
| سال  | عنوان                | نقش   | کارگردان          | توضیحات      |
| ---- | -------------------- | ----- | ----------------- | ------------ |
| ۱۳۸۴ | ارث بابام            |       | سید جواد رضویان   | نویسنده      |
| ۱۳۸۵ | اخراجی‌ها             |       | مسعود ده‌نمکی      | نویسنده      |
| ۱۳۸۵ | شوخی ممنوع           |       | محمدرضا آریان     | نویسنده      |
| ۱۳۸۶ | کلاه‌گیس              |       | سعید عالم‌زاده     | نویسنده      |
| ۱۳۸۹ | ورود زنده‌ها ممنوع    |       | جواد مزدآبادی     | نویسنده      |
| ۱۳۹۰ | تایماز موتوی         |       | فرشاد ارج         | نویسنده      |
| ۱۳۹۴ | ناردون               | صمد   | فریدون حسن‌پور     |              |
| ۱۳۹۴ | ثبت با سند برابر است | پیمان | بهمن گودرزی       |              |
| ۱۳۹۵ | شکلاتی               | نعمت  | سهیل موفق         |              |
| ۱۳۹۵ | اکسیدان              | مزاحم | حامد محمدی        | بازیگر مهمان |
| ۱۳۹۶ | داش‌آکل               |       | محمد عرب          |              |
| ۱۳۹۶ | ما خیلی باحالیم      | اسد   | بهمن گودرزی       |              |
| ۱۴۰۲ | کوکتل مولوتف         |       | حسین امیری دوماری |              |

### مجموعه تلویزیونی
| سال  | عنوان                | نقش         | کارگردان        | توضیحات                   |
| ---- | -------------------- | ----------- | --------------- | ------------------------- |
| ۱۳۷۳ | ساعت خوش             |             | مهران مدیری     | نویسنده                   |
| ۱۳۸۱ | آشتی‌کنان             |             | مجید صالحی      | بازیگر                    |
| ۱۳۸۲ | کوچه اقاقیا          |             | رضا عطاران      | نویسنده                   |
| ۱۳۸۴ | ارث بابام            |             | جواد رضویان     | نویسنده و بازیگر          |
| ۱۳۸۵ | شب شیشه‌ای            |             | مسعود رشیدی     | بازیگر                    |
| ۱۳۸۵ | قرارگاه مسکونی       |             | سید جواد رضویان | نویسنده                   |
|      | بزنگاه               | طلبکار نادر | رضا عطاران      | بازیگر                    |
| ۱۳۸۷ | سه در چهار           | محافظ مهندس | مجید صالحی      | نویسنده و بازیگر          |
| ۱۳۸۹ | سه دونگ، سه دونگ     |             | شاهد احمدلو     | نویسنده                   |
| ۱۳۹۰ | راه طولانی           |             | رضا کریمی       | نویسنده                   |
| ۱۳۹۴ | آقا و خانم سنگی      |             | شاهد احمدلو     | نویسنده                   |
| ۱۳۹۴ | تنهایی لیلا          | قاضی        | محمدحسین لطیفی  | بازیگر مهمان              |
| ۱۳۹۴ | مسابقهٔ خندانندهٔ برتر |             | رامبد جوان      | استنداپ                   |
| ۱۳۹۶ | آرماندو              |             | احسان عبدی‌پور   | بازیگر                    |
| ۱۳۹۶ | لیسانسه‌ها            | خودش        | سروش صحت        | بازیگر مهمان              |
| ۱۳۹۶ | خندوانه              | خودش        | رامبد جوان      | بازیگر                    |
| ۱۳۹۸ | سفر در خانه          | اکبر        | بهمن گودرزی     | بازیگر و نویسنده          |
| ۱۳۹۹ | آخر خط               | دکتر        | علیرضا مسعودی   | کارگردان، نویسنده، بازیگر |
| ۱۴۰۰ | نوروز رنگی           | آقای مهدوی  | علیرضا مسعودی   | کارگردان، نویسنده، بازیگر |
| ۱۴۰۱ | آزادی مشروط          |             | مسعود ده‌نمکی    | بازیگر                    |
| ۱۴۰۳ | بدل                  | عیوض        | علیرضا مسعودی   | نویسنده، کارگردان، بازیگر |

### نمایش خانگی
| سال  | عنوان      | نقش  | کارگردان      | توضیحات  |
| ---- | ---------- | ---- | ------------- | -------- |
| ۱۳۹۸ | شام ایرانی | خودش | سعید ابوطالب  | فصل دوم  |
| ۱۴۰۰ | جوکر       | خودش | احسان علیخانی | فصل پنجم |